# 세화초등학교
세화초등학교는 대한민국 제주특별자치도 제주시 구좌읍 세화리에 있는 공립 초등학교이다.

## 학교 연혁
- 1938년	6월 5일 세화공립심상소학교 개교(설립인가 5월 20일)(4년제 4학급)
- 1941년	4월 1일 세화공립국민학교로 개칭(6년제 6학급)
- 1948년	9월 1일 송당분교 병설수용(1개학급)
- 1948년	12월 3일 4.3사건으로 7개교실 및 부속건물 소실
- 1950년	6월 1일 세화국민학교로 개칭
- 1951년	4월 1일 송당분교 분리 (2학급)
- 1981년	2월 5일 병설유치원 설립인가
- 1981년	3월 5일 병설유치원 개원(1학급 40명)
- 1988년	6월 5일 개교 50주년 기념 50년지 발간
- 1992년	4월 16일 급식소 및 도서실 준공
- 1996년	3월 1일 세화초등학교로 개명
- 1999년	3월 1일 어학실 설치
- 2002년	11월 26일 구강보건실 설치
- 2005년	2월 28일 교문 시설 및 울타리 공원화
- 2005년	9월 1일 동쪽 화장실 현대화 공사, 비가림막 설치
- 2006년	2월 28일 10개 교실 바닥 마루 시설 및 3교실 칸막이 시설
- 2006년	12월 11일 학교도서관 현대화 사업
- 2007년	3월 1일 6학급 편제
- 2010년	10월 2일 천연잔디운동장 개장
- 2012년	2월 26일 비가림 시설 완공, 장애인 편의시설(승강기) 사업
- 2012년	3월 1일 학교 주차장 시설 사업
- 2015년	2월 23일 학교 전교실 리모델링 완공
- 2015년	8월 26일 병설유치원 리모델링 완공
- 2016년	3월 1일 제31대 정영금 교장 부임
- 2017년	2월 10일 제74회 졸업 (총 졸업생수:4,242명)
- 2019년 1월 25일 제76회 졸업 (총 졸업생수:4,276명)
- 2019년 3월 1일 제32대 백홍실 교장 부임

## 참고 자료
- 세화초등학교 - 한국교육학술정보원 학교알리미